# Neophryxe
Neophryxe är ett släkte av tvåvingar. Neophryxe ingår i familjen parasitflugor.
Kladogram enligt Catalogue of Life:
| Neophryxe | \| \| Neophryxe exserticercus \| \| \| \| \| \| Neophryxe psychidis \| \| \| \| \| \| Neophryxe vallina \| \| \| \| |
|           | \| \| Neophryxe exserticercus \| \| \| \| \| \| Neophryxe psychidis \| \| \| \| \| \| Neophryxe vallina \| \| \| \| |
|           | Neophryxe exserticercus                                                                                             |
|           | |
|           | Neophryxe psychidis                                                                                                 |
|           | |
|           | Neophryxe vallina                                                                                                   |
|           | |